# John D. Gearhart
John David Gearhart  (* 1943 in Homer City, Pennsylvania; † 27. Mai 2020 in Swarthmore, Pennsylvania) war ein US-amerikanischer Entwicklungsbiologe und seit 2008 Professor an der Perelman School of Medicine der University of Pennsylvania in Philadelphia. 1998 gelang seiner Arbeitsgruppe zur gleichen Zeit wie derjenigen von James Thomson und unabhängig von dieser die Kultivierung von pluripotenten Stammzellen des Menschen im Labor.

## Leben
John Gearhart wuchs am Rande der Allegheny Mountains auf der kleinen Farm seiner Eltern auf. Als er sechs Jahre alt war, starb sein Vater, ein Bergmann, woraufhin er von 1950 bis 1960 zusammen mit einem seiner beiden Brüder in Philadelphia in einem Internat für Waisenkinder untergebracht und unter staatliche Vormundschaft (ward of the state) gestellt wurde, während die Mutter erneut heiratete und mit einem ihrer drei Söhne auf der Farm verblieb. Nach dem Besuch des Girard College in Philadelphia – einer High School für vaterlose Jugendliche – erwarb er 1964 an der Pennsylvania State University den Bachelor-Grad in Biologie, zwei Jahre später folgte der Master-Abschluss an der University of New Hampshire mit einer Studie zur Genetik des Flieders bei Owen Rogers. Danach forschte er über die Genetik und die Entwicklung von Drosophila melanogaster an der Cornell University in Ithaca, New York, wo er 1970 den Doktorgrad (Ph.D.) erwarb. Als Postdoc wechselte er ins Labor von Beatrice Mintz an die University of Pennsylvania, wo er – wie diese – Experimente an transgenen Mäusen und an Maus-Chimären durchführte. Es folgten die Berufung auf eine Professur für Anatomie an der University of Maryland School of Medicine in Baltimore, Maryland, 1980 der Wechsel auf eine Professur für Zellbiologie an der Johns Hopkins University in Baltimore und schließlich im Jahr 2008 der Wechsel an die University of Pennsylvania School of Medicine, wo Gearhart Gründungsdirektor des Instituts für Regenerative Medizin war und bis zu seinem Tod tätig blieb.
Zu seinen Forschungsgebieten gehörten insbesondere die Genetik des Down-Syndroms und angeborener Genmutationen. In Fachkreisen bekannt wurde er jedoch vor allem aufgrund seiner Erfolge beim Kultivieren von pluripotenten Stammzellen aus Urkeimzellen des Menschen während seiner Tätigkeit an der Johns Hopkins University. Der außerwissenschaftlichen Öffentlichkeit in den USA wurde er ebenfalls bekannt, da er sich über Jahre hinweg mit ethischen Fragen im Zusammenhang mit der Stammzellforschung auseinandersetzte und auch als Politikberater zu den Chancen und Risiken der Gentechnik gehört wurde.
John Gearhart gehörte zu den Gründungsmitgliedern der International Society for Stem Cell Research. Er starb im Mai 2020 zuhause an Magenkrebs.

## Schriften (Auswahl)
- Michael J. Shamblott, Joyce Axelman, […] und John D. Gearhart: Derivation of pluripotent stem cells from cultured human primordial germ cells. In: PNAS. Band 95, Nr. 23, 10. November 1998, S. 13726–13731, doi:10.1073/pnas.95.23.13726.
- mit Brian E. Edwards und Edward E. Wallach: The human pluripotent stem cell: impact on medicine and society. In: Fertility an d Sterility. Band 74, Nr. 1, 2000, S. 1–7, doi:10.1016/S0015-0282(00)00583-5.
- Human pluripotent stem cell research: Past, present and future. In: Cell Research. Band 18, 2008, S. 1, doi:10.1038/cr.2008.91.
- A decade of stem‐cell research. An interview with John Gearhart. In: EMBO reports. Band 10, Nr. 1, 2009, S. 12–16, doi:10.1038/embor.2008.235, Volltext.
- mit Russell C. Addis: The Use of Animals in Human Stem Cell Research: Past, Present, and Future. In: ILAR Journal. Band 51, Nr. 1, 2010, S. 1–2, doi:10.1093/ilar.51.1.1.

## Belege
1. ↑  Peter J. Donovan und Kenneth S. Zaret: John D. Gearhart (1943–2020). In: Science. Band 369, Nr. 6504, 2020, S. 628, doi:10.1126/science.abd6915.
2. ↑  John D. Gearhart, stem cell research pioneer, dies at 77. Auf: inquirer.com vom 30. August 2020.
3. ↑  James A. Thomson et al.: Embryonic Stem Cell Lines Derived from Human Blastocysts. In: Science. Band 282, Nr. 5391, 6. November 1998, S. 1061–1062, doi:10.1126/science.282.5391.1145.
4. ↑  John D. Gearhart. Kurzbiographie auf dem Server der Arizona State University, Stand vom 4. Juli 2018.
5. ↑  Confronting biology's ethical implications. In: Johns Hopkins Magazine, November 1997.
6. ↑   Exploring the Promise of Embryonic Stemcell Research. Stellungnahme von Gearhart während einer Anhörung vor dem US-Senat vom 8. Juni 2005, S. 40–49.

| Personendaten    | Personendaten                                |
| ---------------- | -------------------------------------------- |
| NAME             | Gearhart, John D.                            |
| ALTERNATIVNAMEN  | Gearhart, John David (vollständiger Name)    |
| KURZBESCHREIBUNG | US-amerikanischer Entwicklungsbiologe        |
| GEBURTSDATUM     | 1943                                         |
| GEBURTSORT       | Homer City, Pennsylvania, Vereinigte Staaten |
| STERBEDATUM      | 27. Mai 2020                                 |
| STERBEORT        | Swarthmore, Pennsylvania, Vereinigte Staaten |